# 凱特·丹寧絲
凱特·丹寧絲（英語：Kat Dennings，1986年6月13日—）是一名美国犹太女演員。丹寧絲出演電影《40處男》、《絕地奶霸2》、《大家都愛查理》、《勁歌熱舞》、《女郎我最兔》、《保衛者》、《愛情無限譜》以及《雷神索爾》。她也是CBS電視情境劇《破產姐妹》主角之一。

## 早年生活
丹寧絲在賓夕法尼亞州費城附近的布林馬爾出生成長。她的母親艾倫·茱蒂·李特維克（英語：Ellen Judith Litwack）是一名诗人，也是言語治療師，她的父親傑拉德·李特維克（英語：Gerald J. Litwack）是一名分子药理学家，也是斯克蘭頓聯合醫藥學院基礎科學系的系主任。丹寧絲是家中五個小孩裡排行最小的孩子，當中包括她的大哥，傑弗瑞·李特維克（英語：Geoffrey S. Litwack）。她與她的家人皆為犹太人。
丹寧絲曾經在家自學，也曾經在弗蘭茨中央學校登記成為僅半天的學習生。丹寧絲在14歲時畢業於高中學校。約2002年時，她跟著家人搬家到加州洛杉矶，如此一來她才可以專注於戲劇。她以丹寧絲（英語：Dennings）作為自己的藝名。根據丹寧絲在2007年接受《訪問》的採訪時表示，她追求演藝事業之初曾經被父母認為是「最糟的點子」（英語：the worst idea ever）。
,演出《破產姐妹》的Max一砲而紅，後來因而參與演出電影《雷神索爾》。

## 職業

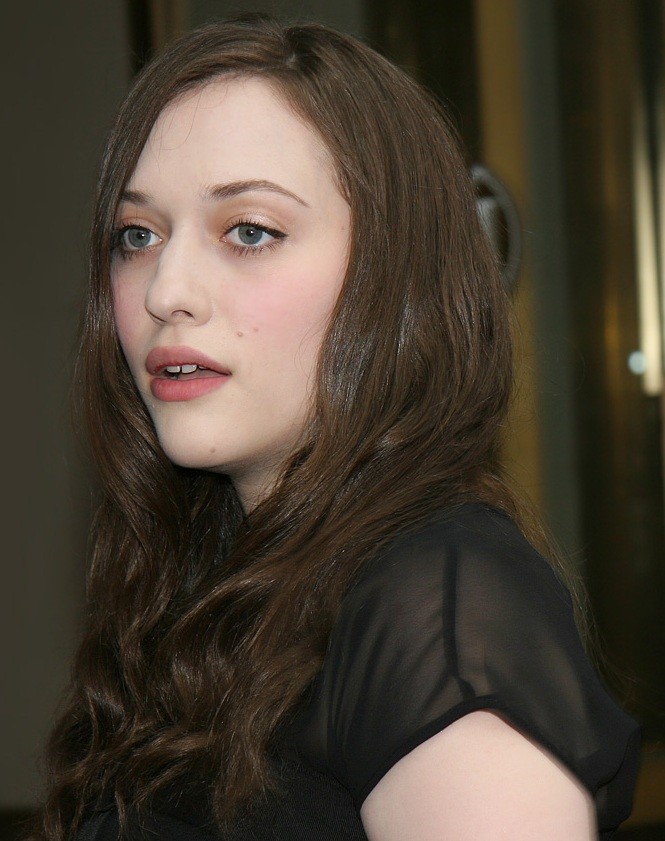
丹寧絲於2008年多倫多影展

她曾與麥克·希拉一同合演爱情片《愛情無限譜》。丹寧絲因飾演諾拉·席爾弗柏格（英語：Norah Silverberg）一名知名音樂製作人的女兒，而受到國際媒體記者學會衛星獎音樂或喜劇類最佳影片最佳女演員的提名。

## 私生活
曾與歌手喬許·葛洛班交往兩年，最後雙方決定和平分手，兩人至今還是朋友。

## 得獎與提名
- 2008年衛星獎音樂或喜劇類最佳影片最佳女演員，提名，《愛情無限譜》。[10]
- 2009年MTV電影大獎 – 最佳突破女演員，提名，《愛情無限譜》。[11]
- 2009年青少年票選獎 – 票選女演員：音樂／舞蹈，提名，《愛情無限譜》。[12]

## 外部連結
- 官方网站
- 凱特·丹寧絲在互联网电影资料库（IMDb）上的資料（英文）
- 凱特·丹寧絲的YouTube頻道（页面存档备份，存于）
- 凱特·丹寧絲的Instagram帳戶